# Симеон Сабљић
Симеон Сабљић (Трнинића Брег, код Дрвара, 15. мај 1915 — Београд, 8. март 2009) био је учесник Народноослободилачке борбе, генерал-мајор ЈНА, командант Специјалне Гардијске бригаде и помоћник команданта Гарде за обезбеђење Врховног команданта Оружаних снага СФРЈ.

## Биографија
Рођен је 15. мајa 1915. године у месту Трнинића Брег, код Дрвара, у Босни, где је завршио основну школу. Од 1928. године због тешког материјалног стања јер му је мајка остала удовица када је имао четири године, одлучио је да се запосли. Како је у том периоду имао само тринаест година, по закону Краљевине Југославије, малолетницима није било дозвољено да раде. Међутим домишљатошћу његове мајке која је молила локалног пароха да фалсификује Симина исправе на 1913. годиште успео је да прибави документа. Запослио се у Дрварском ,,Шипаду” где је изучио  стругарски занат. Како је био вредан радник добијао је већу дневницу од свих осталих запослених. Од 1932. године је унапређен за пословођу те пилане. Тих година се упознаје са Миланом Танкосићем, који је био главни организатор штрајка 1938. године. Испоставиће се у каснијем периоду да је штрајк организовала група чланова КПЈ у тим крајевима за чије деловање Сима није знао. Пријатељство са Танкосићем ће се наставити у наредном периоду кроз службовање у Југословенској народној армији.
По избијању  Другог светског рата ступио је 1941. године у Народноослободилачку борбу. Члан Комунистичке партије Југославије (КПЈ) постаје 1942. године. Током рата био је комесар чете у Петом крајишком одреду да би почетком августа 1942. године, са још десет бораца био прекомандован у Пратећу јединицу Врховног штаба. Када су уведени први официрски чинови у НОВ и ПОЈ 1. маја 1943. године, унапређен је у заставника а 1. новембра исте године унапређен је у потпоручника. Уочи Десанта на Дрвар 1944. године, Сабљић се налазио на челу Другог вода при Четвртој чети, која је обезбеђивала совјетску војну мисију. Они су били у мисији при Врховном штабу који се налазио пећини надомак Дрвара.
Средином лета 1944. године, Пратећи батаљон се налазио у Црној Гори на обезбеђивању аеродрома. По наређењу претпостављене команде 21. септембра, батаљон је позван да се пребаци у Србију. Већ прве ноћи у рејону реке Таре, десио се сукоб са четничким одредима на том простору. Најтеже борбе су водили припадници Друге чете под командом Сабљића, који је био недавно постављен заменивши дотадашњег командира. Након ових борби Пратећи батаљон је преузео обезбеђивања аеродрома у Дивцима. Указом од 1. октобра 1944. године, унапређен је у чин поручника.
По ослобођењу Београда, Пратећи батаљон је распоређен у непосредној близини Румунске 15. Након пар дана 1. новембра 1944. године, од јединица Пратећег батаљона и новопридошлих бораца из других јединица формирана је Гардијска бригада. У њен састав су ушле Први и Други батаљон са придодатим мањим јединицама. Први батаљон је углавном био састављен од припадника расформираног Пратећег батаљона. Командант батаљона је имао два заменика. За другог заменика а касније и првог одређен је тада капетан Сабљић. На том положају пратио је Јосипа Броза Тита приликом посета Сремском фронту и учествовао у првом почасном строју након рата приликом посете британског фелдмаршала Александера. Учествовао је 7. јула 1945. године у рејону Космаја приликом прославе четврте годишњице Космајско-посавског одреда.
Када је новембра 1946. године преформирана у Гардијску дивизију, Симеон који је до тада био заменик команданта Гардијске бригаде, је прекомандован у Прву бригаду и унапређен у чин мајора. Крајем 1947. године, Гардијска дивизија је реорганизована у Команду Гарде. Дотадашње бригаде су смањене на ранг пука и преименоване. Прва бригада је добила назив 118. специјални пук и његова улога је била да непосредно обезбеђује Врховног команданта маршала Југославије. За команданта новоформираног пука уместо дотадашњег именован је мајор Сабљић. Пре ове дужности он је био командант Официрског батаљона. Средином педесетих година, Гарда је претрпела нову реорганизацију. Наиме, 118. специјални гардијски пук је повећао своју формацију на ранг бригаде, а њен командант Сабљић унапређен у чин потпуковника. Крајем августа месеца 1953. године Симеон је упућен на школовање у Вишу војну академију ЈНА. По повратку са школовања 1955. године, постављен је на новоуведено формацијско место помоћника команданта за обезбеђење шефа државе. На том положају је добијао је наређења само од ађутанта Врховног команданта (тада генерал-мајора Милана Жежеља), а командант бригаде Марко Рапо је био њему подчињен. Из бригаде је 1956. године, поново издвојен официрски батаљон, а Сабљић унапређен у пуковника. Са већим овлашћењима батаљон је примао неретко и одређене задатке и од самог маршала Тита. Јединица је обављала службу у репрезентативним објектима Белог двора, Резиденцији маршала, Брионима, Карађорђеву и на Брду код Крања, као и током Титових путовања по свету. На Дан армије 22. децембра 1970. године унапређен у чин генерал-мајора, а наредне 1971. је пензионисан после тридесет година службе од којих је двадесет шест провео у Гарди ЈНА.
Преминуо је 8. мартa 2009. године у Београду.
Носилац је Партизанске споменице 1941. и других југословенских одликовања, међу којима су — Орден народне армије са ловоровим венцем, Орден заслуга за народ са сребрним зрацима,  Орден братства и јединства са сребрним венцем,  Орден народне армије са златном звездом, Орден за храброст, Орден за војне заслуге са златним мачевима (двапут), Орден партизанске звезде са пушкама  и Орден за војне заслуге са сребрним мачевима.